# St. Jacobi (Rodenberg)

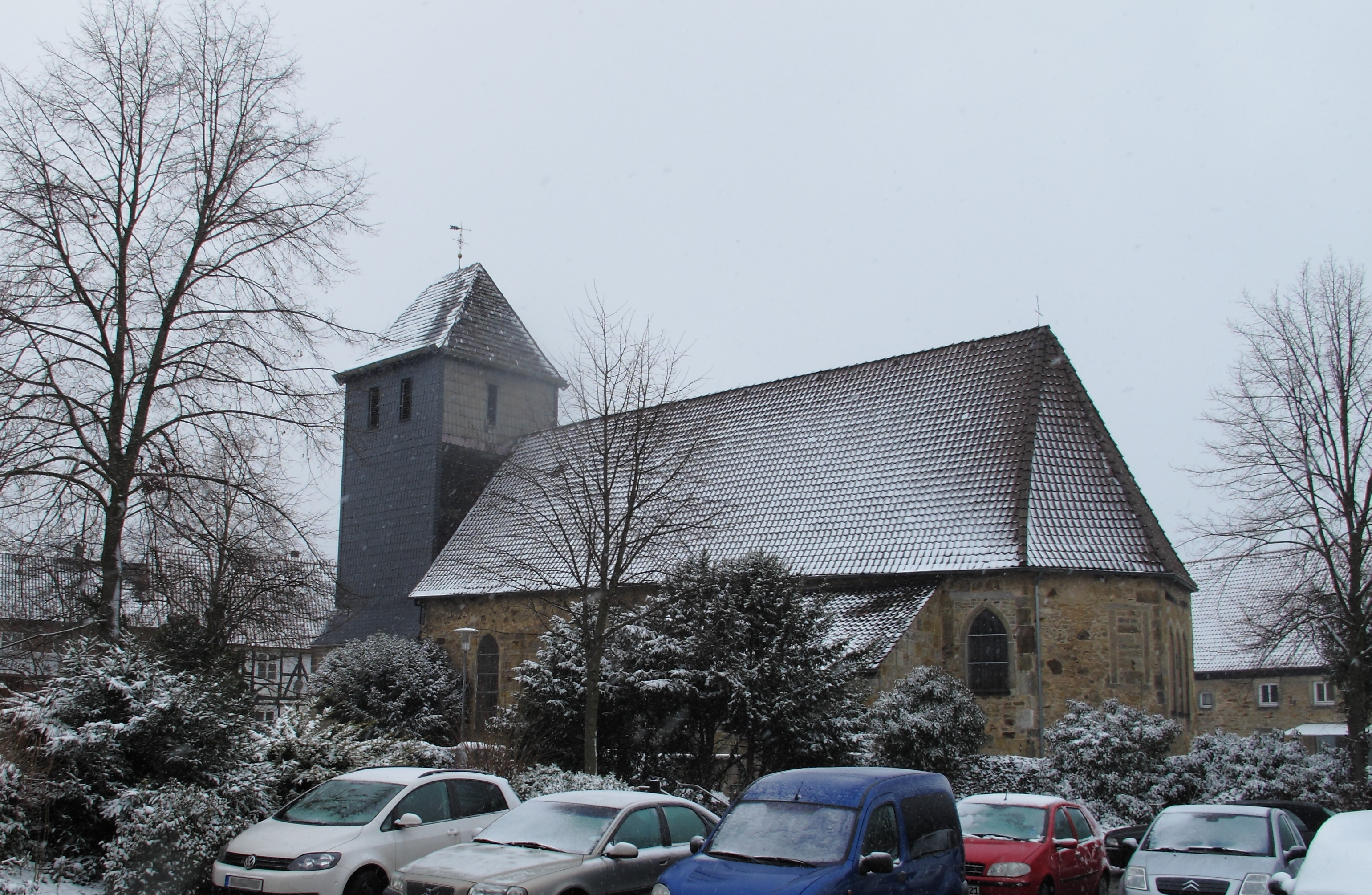
Außenansicht der Kirche

Die Kirche St. Jacobi ist eine evangelisch-lutherische Dorfkirche in Rodenberg, Niedersachsen. Sie geht im Kern auf das 11. Jahrhundert zurück. Die Kirchengemeinde gehört zum Kirchenkreis Grafschaft Schaumburg im Sprengel Hannover der Evangelisch-lutherischen Landeskirche Hannover.
Erbaut wurde die Kirche für die Dörfer Grove und Alekesdorp (Algesdorf) sowie die Burg Rodenberg um das Jahr 1040 im Auftrag und mit finanzieller Unterstützung des Grafen Adolf II. von Rodenberg. Ihre Fundamente bestanden aus Feldsteinen, der eigentliche Bau jedoch aus Holz. Ein Teil dieses Bauwerks ist heute noch als Südmauer der heutigen Kirche erhalten. Bischof Bruno von Minden (Bischof 1037–1055), ein Verwandter des Grafen, weihte die Kirche, entweder unter dem heutigen Namen St. Jacobi oder als „Omnium Sanctorum“ (Aller Heiligen).
Am 25. Juli, dem Jakobustag, des Jahres 1373 kam es in der Kirche zu einer Massenpanik. Während einer Totenmesse für Herzog Magnus II. Torquatus, der am selben Tag in der Schlacht bei Leveste gegen die Streitmacht Ottos I. von Schaumburg getötet worden war, schlug ein Blitz in das nahe Kantorhaus ein und löste eine Panik aus. Im Zuge der Flucht aus der überfüllten Kirche wurden 23 Menschen zu Tode getrampelt. Der Bischof von Minden weihte daraufhin die Kirche neu auf den Namen „Aller Heiligen“. Am Jahrestag der Katastrophe wurde jahrelang eine Seelenmesse für die Verunglückten gelesen, eine Tafel mit deren Namen war noch bis 1840 in der Kirche zu sehen.
Ab 1552 wandten sich die ersten Pastoren im Schaumburger Land der Lehre Martin Luthers zu, und 1556 wurde auch St. Jacobi evangelisch. Eine zu dieser Zeit ebenfalls in Rodenberg bestehende Schlosskirche wurde im Dreißigjährigen Krieg zerstört.
Der Taufstein stammt von 1587, wurde von Johann von Schaumburg gestiftet und trägt die Inschrift
MAR : IO. CHRISTVS SPRICHT MIT HERZLICHER BEGIER – BRINGT DIE KINDER

HER ZU MIR – WERET IHN’ NICHT DAS HIMMELREICH – IST IHN’ G’REICHT DVRCH

DIE TAVF ZVGLEICH. JOHAN VAN SCHOMBORCH 1578.

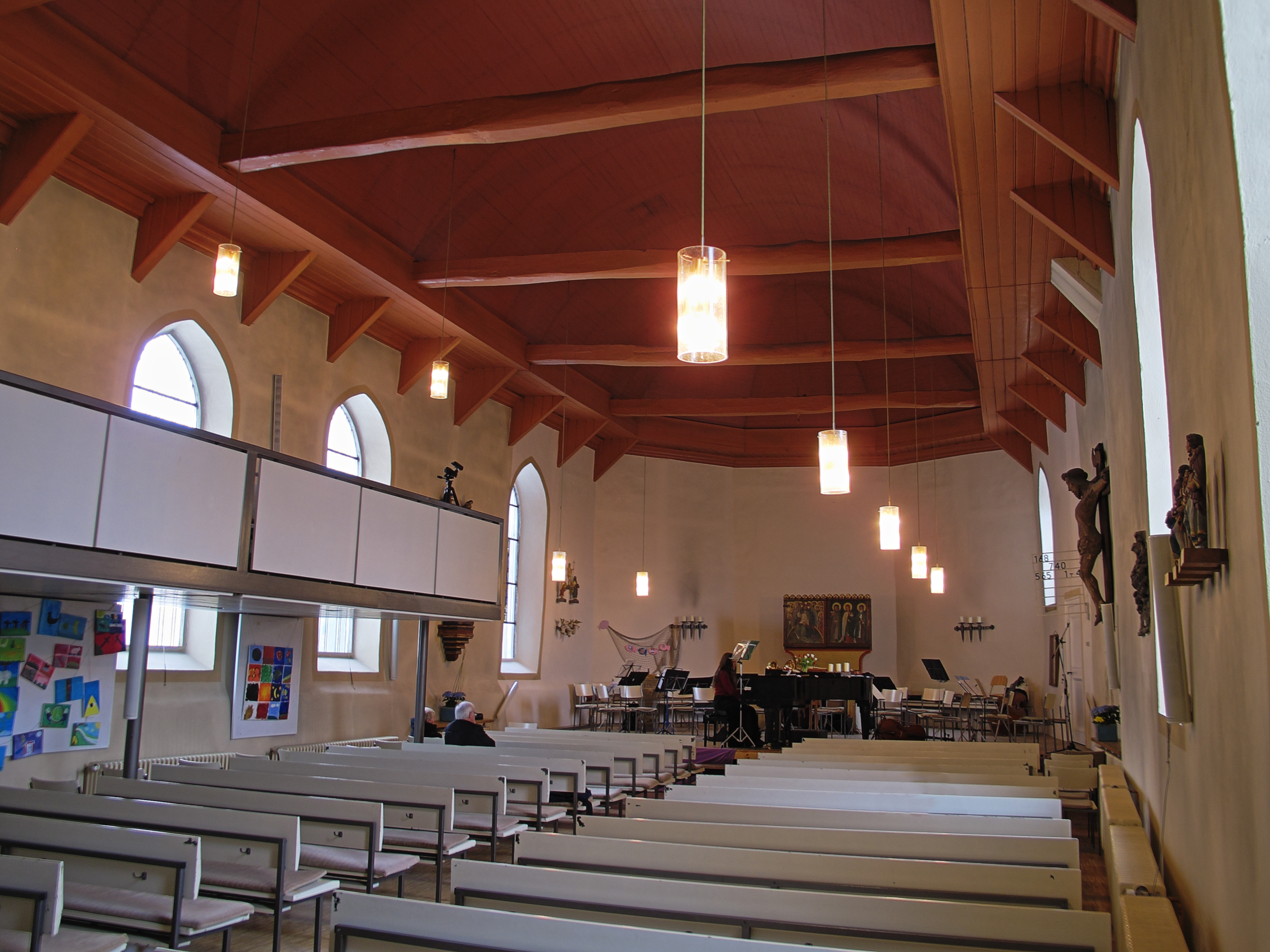
Innenraum
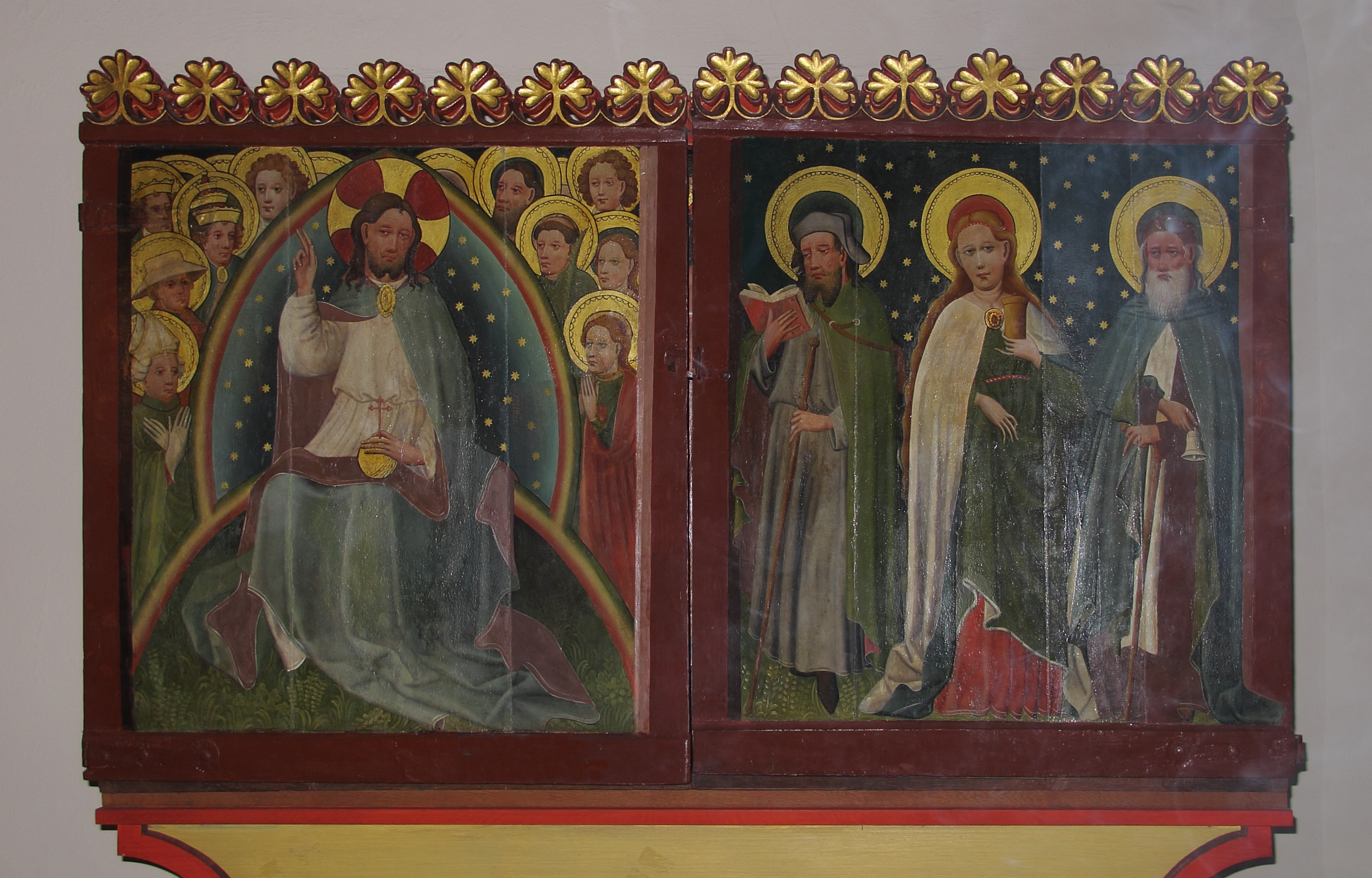
Altar
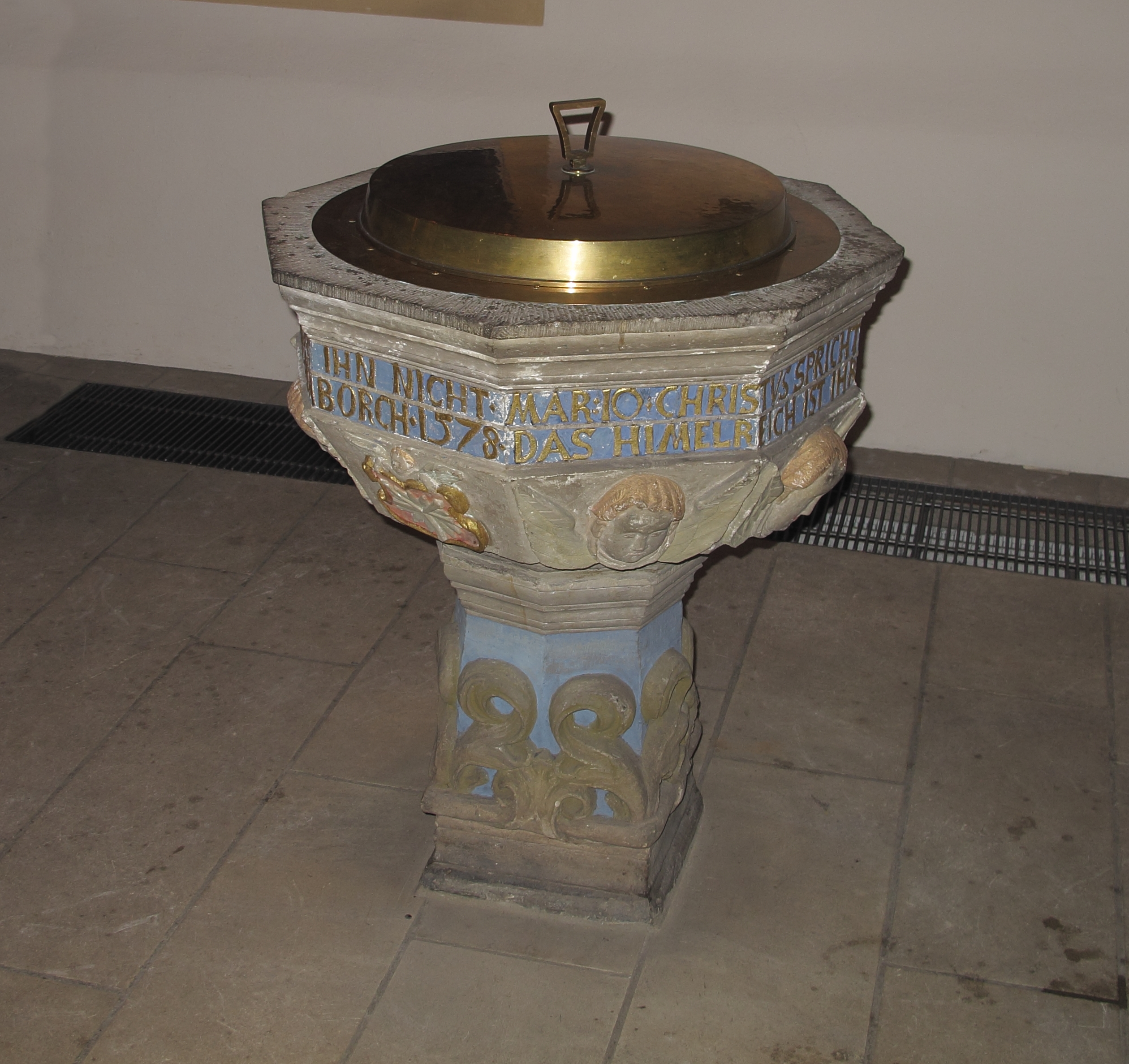
Taufbecken
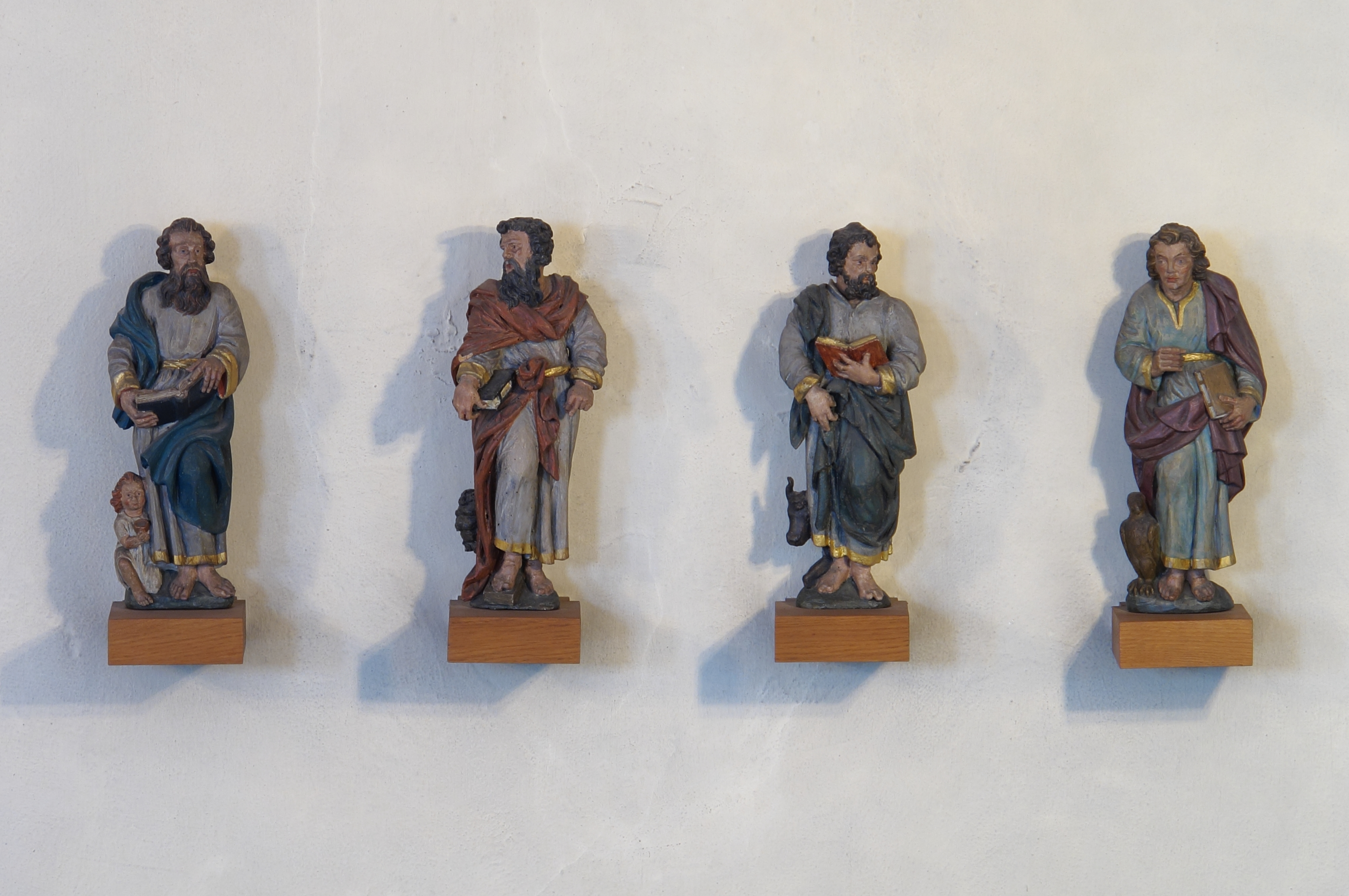
Figuren
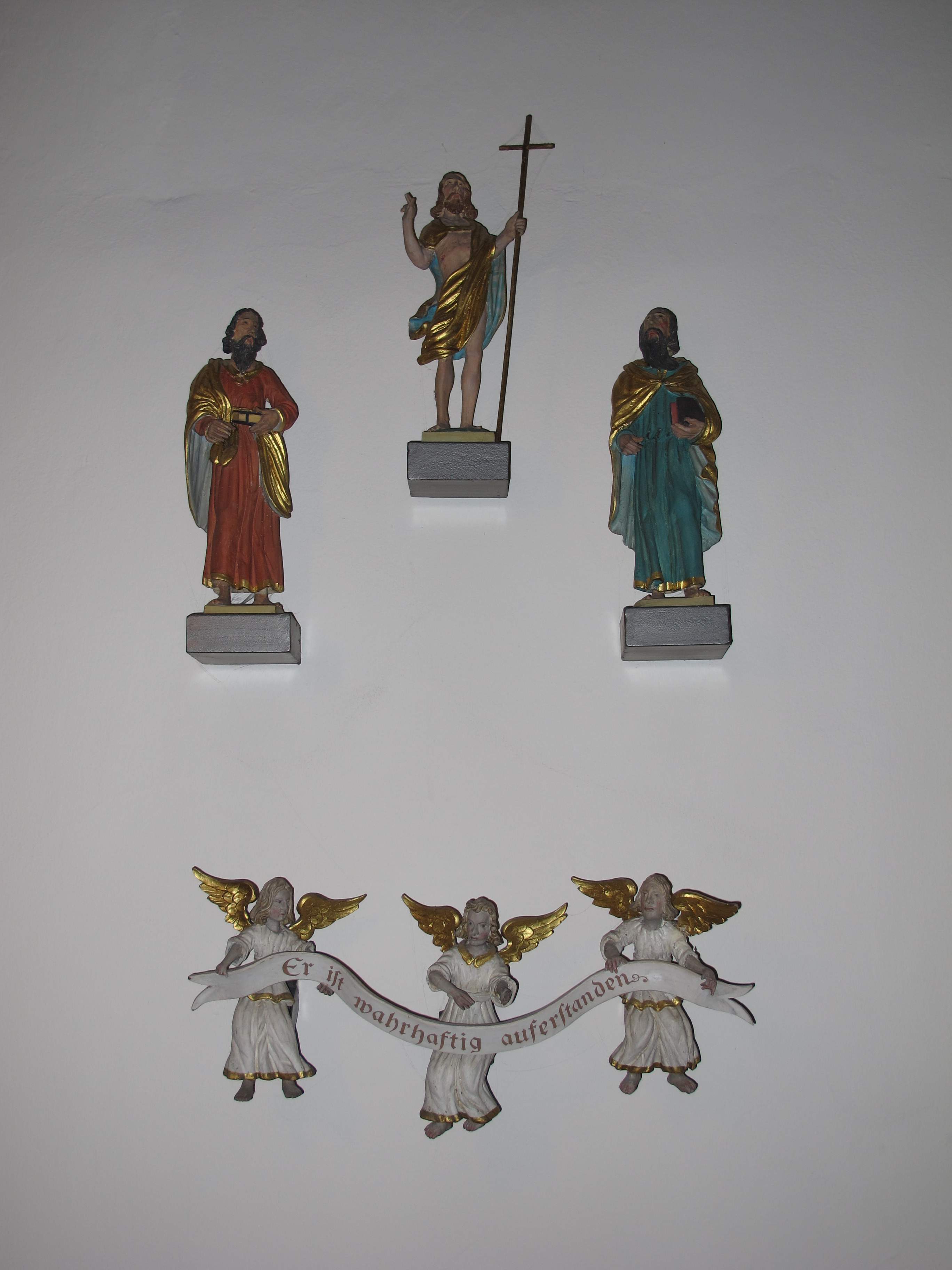
Figuren